# Björgvin Hólm
Björgvin Hólm (ur. 19 listopada 1934 w Reykjavíku, zm. 3 kwietnia 1999 tamże) – islandzki lekkoatleta, wieloboista.
Podczas igrzysk olimpijskich w Rzymie (1960) zajął 14. miejsce w dziesięcioboju z wynikiem 6261 pkt. (według ówczesnej punktacji).
Na mistrzostwach Europy w 1958 zajął 18. miejsce w tej konkurencji.
Brązowy medalista mistrzostw krajów nordyckich w dziesięcioboju (1961).
Medalista mistrzostw kraju i reprezentant kraju w meczach międzypaństwowych w różnych konkurencjach.

## Rekordy życiowe
- Dziesięciobój lekkoatletyczny – 6692 pkt. (1959)